# Rudnik Bor 1–4
Die Nummern 1–4 des Kupferbergwerks im serbischen Bor (ursprünglich Mines de Bor, später Rudnik Bor) waren schmalspurige Naßdampf-Tenderlokomotiven für die Bosnische Spurweite von 760 mm. Baugleiche Lokomotiven wurden auch von den Serbischen Staatsbahnen Srpske državne železnice (SDŽ) beschafft. Die Jugoslawischen Staatsbahnen (JDŽ) führten die Lokomotiven als Reihe 82.

## Geschichte
Die Schweizerische Lokomotiv- und Maschinenfabrik in Winterthur lieferte im Jahr 1911 drei vierfach gekuppelte Industrielokomotiven an die La Compagnie française des mines de Bor, die das Kupferbergwerk im serbischen Bor betrieb, und die dort die Nummern 1 bis 3 erhielten. Im Jahr 1914 kam noch eine weitere mit der Betriebsnummer 4 hinzu. Fünf weitere, baugleiche Lokomotiven beschaffte 1916 auch die Serbische Staatsbahn. Sie erhielten dort die Betriebsnummern 801 bis 805.
Die Nummer 3 wurde während des Ersten Weltkriegs durch die k. u. k. Heeresbahn beschlagnahmt. Dort erhielt sie die Nummer IVk 4451. Am Kriegsende 1918 befand sie sich im Reparaturwerk Karl Finze im böhmischen Teplitz-Schönau, wo sie von der Tschechoslowakischen Armee übernommen wurde. Die Tschechoslowakischen Staatsbahnen (ČSD) kauften sie 1930 und ordneten sie als U 48.001 in ihren Bestand ein. Sie diente fortan als Reservelokomotive auf den südböhmischen Schmalspurbahnen Jindřichův Hradec–Obrataň und Jindřichův Hradec–Nová Bystřice. Nach der Besetzung des Sudetenlandes durch das Deutsche Reich kam die Lokomotive in den Bestand der Deutschen Reichsbahn. Im Reichsbahnausbesserungswerk Linz grundlegend umgebaut, lief sie dann als 99 1301 auf der Mariazellerbahn. Am 8. März 1943 wurde sie an die Forstverwaltung Lemberg (heute: Lwiw, Ukraine) abgegeben. Ihr weiterer Verbleib ist unbekannt.
Nach dem Ersten Weltkrieg verblieben im nunmehrigen Jugoslawien noch acht Lokomotiven, die später von den JDŽ in die Reihe 82 eingeordnet wurden. Museal erhalten blieb die ehemalige Nr. 2 (JDŽ 82-007) im Eisenbahnmuseum Požega.

## Lokomotivliste
Erhaltene Lokomotiven sind hervorgehoben
| Hersteller | Fabriks- Nummer | Baujahr | geliefert als  | SDŽ-Nr. bis 1919 | kukHB-Nr. | ČSD-Nr. ab 1924 | SHS-Nr. bis 1933 | JDŽ-Nr. ab 1933  | Verbleib                                  | Anmerkung |
| ---------- | --------------- | ------- | -------------- | ---------------- | --------- | --------------- | ---------------- | ---------------- | ----------------------------------------- | --------- |
| SLM        | 2161            | 1911    | Mines de Bor 1 |                  | –         | –               | –                | 82‍-‍006 (ab 1945)   |                                           |           |
| SLM        | 2162            | 1911    | Mines de Bor 2 | –                | –         | –               | –                | 82-007 (ab 1945) | Denkmal Zaječar Denkmal Požega            | Denkmal   |
| SLM        | 2207            | 1911    | Mines de Bor 3 | –                | IVk 4451  | U 48.001        | –                | –                | DR 99 1301                                |           |
| SLM        | 2412            | 1914    | Mines de Bor 4 | –                | –         | –               | –                | 82-008 (ab 1945) |                                           |           |
| SLM        | 2533            | 1916    |                | 801              | –         | –               | 12001            | 82-001           |                                           |           |
| SLM        | 2534            | 1916    |                | 802              | –         | –               | 12002            | 82-002           | Šabac Ш 5 Pionierbahn Zagreb RMU Banoviči |           |
| SLM        | 2535            | 1916    |                | 803              | –         | –               | 12003            | 82-003           |                                           |           |
| SLM        | 2536            | 1916    |                | 804              | IVg 4351  | –               | 12004            | 82-004           |                                           |           |
| SLM        | 2537            | 1916    |                | 805              | –         | –               | 12005            | 82-005           |                                           |           |

| Bahngesellschaft                                      | Bahngesellschaft                              | Zeitraum      |
| ----------------------------------------------------- | --------------------------------------------- | ------------- |
| SDŽ                                                   | Srpske državne železnice                      | 1889 bis 1919 |
| k.u.k. HB                                             | k.u.k. Heeresbahn                             | 1914 bis 1918 |
| ČSD                                                   | Československé státní dráhy                   | 1918 bis 1992 |
| SHS                                                   | Železnice Kraljevine Srba, Hrvata i Slovenaca | 1919 bis 1929 |
| JDŽ                                                   | Jugoslovenske Državne Železnice               | 1929 bis 1954 |
| JŽ                                                    | Jugoslovenske Železnice                       | 1954 bis 1991 |
| Die Umzeichnung von SHS auf JDŽ fand erst 1933 statt. |                                               |               |